# 復興庁
復興庁（ふっこうちょう、英: Reconstruction Agency）は、日本の行政機関のひとつ。東日本大震災からの復興を目的として、内閣に期間を定めて設置される。2012年（平成24年）2月10日に設置され、2031年（令和13年）3月31日までの間で別に法律で定める日まで設置される予定。

## 概要

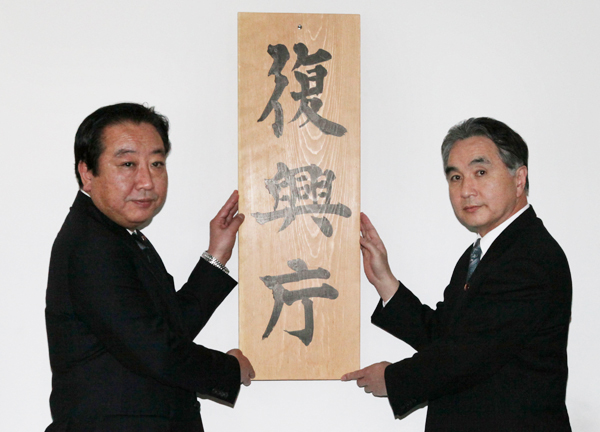
復興庁の看板掛けを行う内閣総理大臣野田佳彦（左）と復興大臣平野達男（右）（2012年2月10日、三会堂ビルにて）

東日本大震災復興基本法（平成23年6月24日法律第76号）第4章（24条）に復興庁設置の基本方針が規定された。2011年（平成23年）12月9日に成立した復興庁設置法（平成23年12月16日法律第125号）によってその目的、所掌事務、組織が具体化された。内閣の下に置かれ（設置法2条）、東日本大震災復興基本法第2条の基本理念にのっとり東北地方太平洋沖地震・東日本大震災（福島第一原子力発電所事故による災害も含む）からの復興に関する内閣の事務を内閣官房とともに助けること、主体的かつ一体的に行うべき東日本大震災からの復興に関する行政事務の円滑かつ迅速な遂行を図ることを目的とする（設置法3条）。
初代復興大臣には東日本大震災復興対策担当大臣を務めていた平野達男が就任した。
復興庁については国家行政組織法の適用が除外されており、必要な規定は復興庁設置法に規定している。
建制順では、組織としての復興庁は府省と同列で、内閣府の次、総務省の前となるが、復興大臣は主任の大臣でないため、大臣の並びとしては内閣官房長官、デジタル大臣の次、国家公安委員会委員長の前となる。復興副大臣については、副大臣の筆頭のデジタル副大臣の次、（内閣府副大臣の前。内閣官房副長官を副大臣相当と扱う場合はデジタル副大臣がその次）となる。復興大臣政務官については、他府省の大臣政務官との兼任のため単独の官職として順序の問題は原則として生じない。
内閣総理大臣は、復興庁の命令（他府省の府令・省令に相当するもの）として「復興庁令」を発することができる。
復興庁の本庁は、被災地に置くことを求める声もあったが、内閣官房や他省庁との調整機能を優先させ、東京に置かれることになった。
「復興庁」の看板は、岩手県陸前高田市の高田松原で津波被害を受けたマツから作られている。発足当初は東京都港区の三会堂ビルに所在していたが、のちに東京都千代田区の中央合同庁舎第4号館に移転することになり、2016年（平成28年）5月2日から移転先で業務を開始した。
震災発生から10年となる2021年（令和3年）3月31日までに廃止されることとされていた（設置法21条）が、当初の計画から更に10年延長し2031年（令和13年）3月31日までとする「復興の基本方針」が2019年12月20日に閣議決定された。設置期限延長のための法案は、復興庁設置法等の一部を改正する法律案として2020年3月3日に衆議院に提出され、同年6月5日に参議院本会議で可決・成立した。

## 沿革
2011年（平成23年）
- 3月11日 - 東北地方太平洋沖地震（東日本大震災）が発生する。
- 4月14日 - 東日本大震災復興構想会議の第1回会議が開催される。
- 6月24日 - 東日本大震災復興基本法が公布・施行される。
- 6月27日 - 東日本大震災復興対策担当大臣が任命される。
- 12月9日 - 復興庁設置法が国会で成立する（同年12月16日公布）。

2012年（平成24年）
- 2月10日 - 復興庁設置法施行[8]、復興庁発足。
- 4月1日 - 企業連携推進室設置[9]。

2013年（平成25年）
- 2月1日 - 福島復興再生総局設置。

2020年（令和2年）
- 6月12日 - 復興庁の設置期限の延長等の改正法が公布。

2023年（令和5年）
- 4月1日 - 福島国際研究教育機構を福島県浪江町に設置。

## 権限
資料提出・説明要求権限
- 復興大臣は、所掌事務の遂行のため必要があると認めるときは、関係行政機関の長に対し、必要な資料の提出及び説明を求めることができる（復興庁設置法8条4項）。

勧告権
- 復興大臣は、所掌事務の遂行のため特に必要があると認めるときは、関係行政機関の長に対し、勧告することができる（設置法8条5項）。この場合において、関係行政機関の長は、当該勧告を十分に尊重しなければならない（同条項）。
- 復興大臣は、関係行政機関の長に対し勧告したときは、当該関係行政機関の長に対し、その勧告に基づいてとった措置について報告を求めることができる（設置法8条6項）。
- 復興大臣は、勧告した事項に関し特に必要があると認めるときは、内閣総理大臣に対し、当該事項について内閣法6条の規定による措置がとられるよう意見を具申することができる（設置法8条7項）。「内閣法6条に規定する措置」とは、内閣総理大臣が、閣議にかけて決定した方針に基いて、行政各部を指揮監督する措置を指す。

## 組織

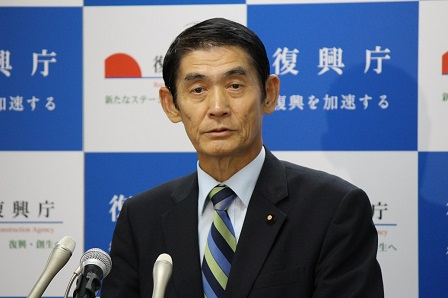
復興大臣の記者会見。バックパネルにシンボルマークが描かれている（2016年8月3日、中央合同庁舎第四号館にて）。

復興庁の内部組織は一般的に、法律の復興庁設置法、政令の復興庁組織令及び復興庁令の復興庁組織規則が階層的に規定している。弾力的な運営のため個々に権限を規定した組織（局、部、課）を設置せず、局長級の統括官、課長級の参事官を設置するなど幹部職員の定数を定めるのみとなっており、HPの案内でも、最小の単位が班、チームとなっている。
幹部
- 内閣総理大臣（1人。復興庁の長、主任の大臣）
- 復興大臣（1人）
- 復興副大臣（2人。他に他府省との兼務者も置くことができる）
- 復興大臣政務官（他府省との兼務者）
- 復興大臣補佐官（1人以内。必置ではない）
- 復興庁事務次官（1人）
- 復興大臣秘書官

内部部局
- 統括官（復興庁設置時は3人。令和3年4月1日から2人）
- 審議官
- 参事官
- 官房
  - 総括班
  - 調査・調整班
  - 企画班
  - 国会班
  - 公文書監理官室
  - 法制班
  - 広報班
  - 国際班
  - 地域班
- 予算・産業復興
  - 予算会計企画班
  - 税制班
  - 復興庁EBPM推進チーム
  - 農林水産班
  - 営農再開支援班
  - 産業復興総括班
  - 企業連携班
  - 産業振興班
  - 雇用促進班
  - 科学技術班
  - 「新しい東北」チーム
  - 支援機構班
- 復興知見活用・被災者支援
  - 復興知見班
  - インフラ整備班
  - 住宅班
  - 復興特区班
  - 茨城復興推進担当
  - 被災者支援班
  - ボランティア・公益的民間連携班
  - 医療福祉班
  - 男女共同参画班
- 福島・原子力災害復興
  - 原子力災害復興班
    - 福島総括担当
    - 企画調製担当
    - 加速化交付金担当
    - 移住等促進担当
    - 制度担当
    - 福島予算計画担当
    - まちづくり担当
    - 環境担当

  - 福島関連法制班
- 福島国際研究教育機構
  - 福島国際研究教育機構・地方創生班
  - 福島国際研究教育機構準備

復興のための施策の実施の推進、必要な関係行政機関相互の調整に関する会議（復興庁設置法第13条）
- 復興推進会議

審議会等
- 復興推進委員会

地方機関
- 復興局（3県の現地対策本部を改組）
  - 岩手復興局（岩手県釜石市）
    - 庶務
      - 庶務班

    - 地方創生
      - 地方創生班

    - 盛岡支所（岩手県盛岡市）
      - 調整
        - 企画調整班

      - 被災者支援
        - 被災者・人的支援班

    - 宮古支所（岩手県宮古市）

  - 宮城復興局（宮城県石巻市）
    - 総括
      - 総括班
      - 庶務・会計班

    - 被災者支援
      - 被災者支援・原子力災害復興班

    - 事業推進・交付金
      - まちづくり推進・利活用班

    - 産業・観光振興
      - 産業支援・観光班

    - 仙台支所（宮城県仙台市青葉区）
    - 気仙沼支所（宮城県気仙沼市）

  - 福島復興局（福島県福島市）
    - 総括
      - 総括班

    - 横断的復興制度
      - 企画班・特区班
      - 交付金班
      - 帰還・再生班
      - 移住・定住班

    - 個別自治体復興支援
      - 地域班

    - 富岡支所（福島県双葉郡富岡町）
    - 浪江支所（福島県双葉郡浪江町）
    - 帰還・移住等環境整備センター（福島県双葉郡富岡町）

## 所管法人
復興庁が主管する独立行政法人は2024年4月1日現在、存在しない。
復興庁が主管する特殊法人は、2024年4月1日現在、2023年に設立された福島国際研究教育機構の1法人である。
復興庁が主管する特別の法律により設立される民間法人（特別民間法人）は2023年4月1日現在、存在しない。
復興庁が主管する認可法人、地方共同法人および特別の法律により設立される法人は存在しない。

## 財政
復興庁は、その予算のすべてを、国会、裁判所、会計検査院、内閣、内閣府、デジタル庁、復興庁、総務省、法務省、外務省、財務省、文部科学省、厚生労働省、農林水産省、経済産業省、国土交通省、環境省および防衛省と共管する東日本大震災復興特別会計に計上しているため、2024年度（令和6年度）一般会計予算における復興庁所管の歳出予算は存在しない。
2024年度（令和6年度）東日本大震災復興特別会計予算における復興庁所管の歳出予算は、4706億6840万8千円となっている。
復興庁は、東日本大震災復興特別会計以外の特別会計は所管しない。

## 職員
一般職の在職者数は2023年7月1日現在、202人（男性175人、女性27人）である。このほかに非常勤職員224人（男性218人、女性106人）が在職している。
行政機関職員定員令に定められた復興庁の定員は218人である。
2024年度特別会計予算における予算定員は特別職3人、一般職218人の計221人である。
復興庁職員は一般職の国家公務員なので、労働基本権のうち争議権と団体協約締結権は国家公務員法により認められていない。団結権は保障されており、職員は労働組合として国公法の規定する「職員団体」を結成し、若しくは結成せず、又はこれに加入し、若しくは加入しないことができる（国公法第108条の2第3項）。
2024年3月31日現在、人事院に登録された職員団体は存在しない。組合員数は0人、組織率は0%となっている。

## 幹部職員
一般職の幹部人事は以下のとおりである。
- 事務次官：山野謙
- 統括官：平田研
- 統括官：新居泰人
- 統括官付審議官：牛尾則文
- 統括官付審議官：瀧澤謙
- 統括官付審議官：大沢元一
- 統括官付審議官：田部真史
- 岩手復興局長：保科太志
- 宮城復興局長：佐藤敬
- 福島復興局長：志田文毅

## 不祥事

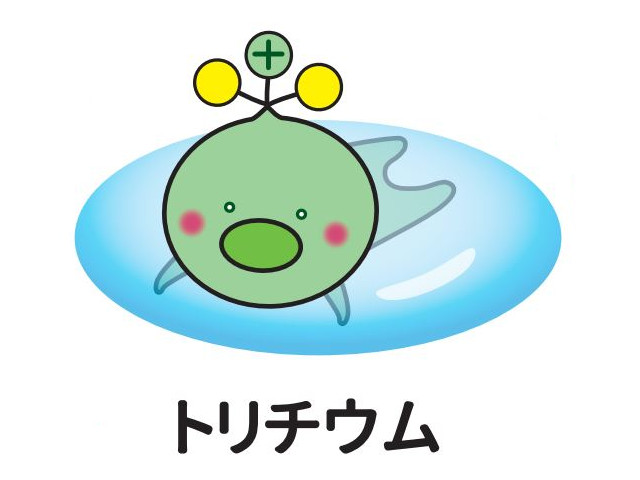
復興庁が公式ウェブサイトおよびYouTubeで公開し、批判を受け削除したトリチウムのキャラクター。

- 2013年6月21日 - 男性参事官（45歳）がTwitterで職務上かかわった国会議員や市民団体を中傷するツイートを繰り返し行っていたとして、停職（30日）の懲戒処分とした[20][21]。
- 2013年7月 - 情報漏洩事件発生[22][注釈 6]。
- 2013年12月27日 - 男性統括官付参事官付政策調査官（43歳、非常勤）が同年12月11日午後10時過ぎ、走行中の電車内において痴漢行為を行ったとして、1か月間減給10分の1の懲戒処分を受けた[23]。
- 2017年4月26日 - 今村雅弘復興大臣が25日夜、自民党二階派のパーティーで講演し東日本大震災について「これは、まだ東北で、あっちの方だったから良かった。もっと首都圏に近かったりすると、莫大な甚大な被害があったと思う」と発言。26日、首相官邸で安倍晋三首相に辞表を提出し、受理された[24]。
- 2017年9月26日 - 長沢広明復興副大臣が知人女性に議員宿舎の鍵を貸し、宿泊させたとして参議院議員の辞職願を伊達忠一議長に提出し、受理された。副大臣職も辞任[25]。
- 2020年5月27日 - 男性参事官補佐（46歳）が同日夜、東京都豊島区内の居酒屋で10代の少女と食事中、睡眠作用のある薬を混ぜた酒を飲ませて意識を失わせ、近くのホテルに連れ込んで性的暴行したとして、7月19日にわいせつ目的略取と準強制性交等の疑いで逮捕された[26]。
- 2021年 - 復興庁は「ALPS処理水について知ってほしい３つのこと」と題し、公式ウェブサイトおよびYouTubeにおいて水素の放射性同位体であるトリチウムをキャラクター化して公開した。批判を受け公開の翌日に掲載が停止された[27]。